# سو ته‌جی
جونگ هیون چول (کره‌ای: 정현철؛ زادهٔ ۲۱ فوریه ۱۹۷۲) که بیشتر با نام سو ته‌جی (서태지) شناخته می‌شود، خواننده، موسیقی‌دان و تهیه‌کننده موسیقی اهل کره جنوبی است. پس از ترک دبیرستان و به دنبال آن آغاز حرفهٔ موسیقی، او به یکی از نمادهای برجسته و تأثیرگذار در کره جنوبی تبدیل شد و او را با عنوان «رئیس فرهنگ» خطاب می‌کردند. او در سال ۱۹۹۱ گروه سو ته‌جی اند بویز را تشکیل داد و این گروه به موفقیت‌های بزرگی رسید.